# Dicloxacilline
La dicloxacilline est un antibiotique, proche de l'oxacilline, et utilisé pour traiter les infections à staphylocoques.

## Mode d'action
C'est un antibiotique de la famille des β-lactamine (comme la pénicilline). Il agit en interférant avec la paroi cellulaire bactérienne,.

## Usage médical
Cela peut inclure la cellulite, l'ostéomyélite et la pneumonie. Bien qu'il soit efficace contre les maladies résistantes à la pénicillinase, il n'est pas efficace contre le SARM . Elle est prise par voie orale,.

## Effets secondaires
Les effets secondaires courants comprennent les nausées, la diarrhée, les éruptions cutanées et les réactions allergiques; d'autres effets secondaires peuvent inclure l'anaphylaxie, la diarrhée à Clostridium difficile et un faible nombre de globules blancs . L'utilisation pendant la grossesse semble relativement sûre, mais n'a pas été bien étudiée. 

## Histoire
La dicloxacilline a été brevetée en 1961 et approuvée pour un usage médical en 1968. Elle est disponible sous forme de médicament générique . Aux États-Unis, 40 comprimés de 500 mg coûtent environ 30 dollar américain en 2021,,.